# Pedro Vicente Obando
Pedro Vicente Obando Ordóñez (San Juan de Pasto, 28 de junio de 1947) es un académico y político colombiano. 

## Biografía
Fue rector de la Universidad de Nariño y alcalde del municipio de Pasto.
Se graduó del Colegio Pedagógico Militar y la Normal Superior, y estudió Lenguas Modernas en la Universidad de Nariño. Luego hizo una maestría en inglés en la Universidad de Southern Illinois, gracias a una beca Fulbright, y un doctorado en etnolingüística de la Universidad de Texas. Más adelante, en 2011, terminó otra maestría en política de Universidad del Externado.